# Tostada

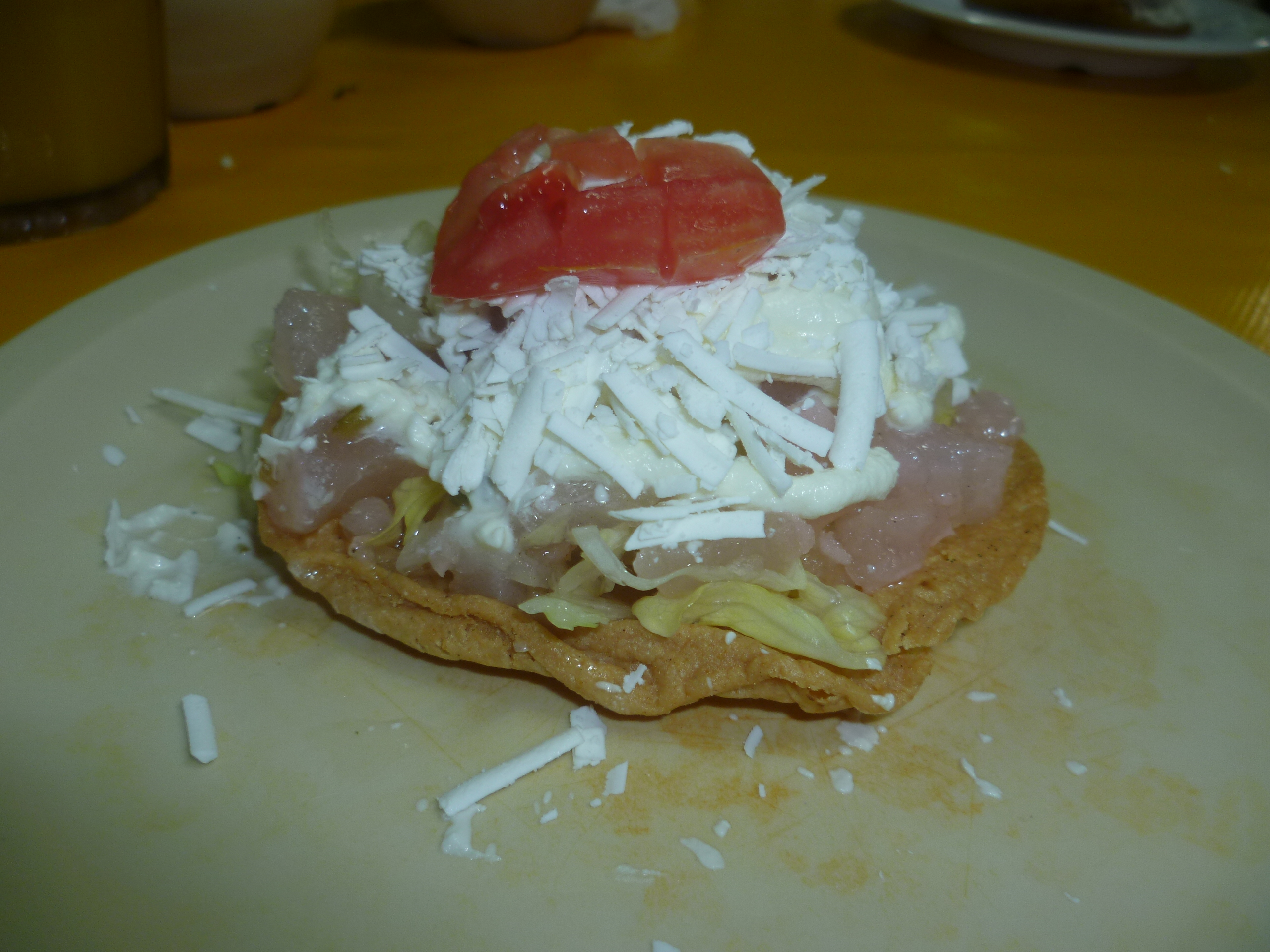
Tostada de Pata (varkenspoot)

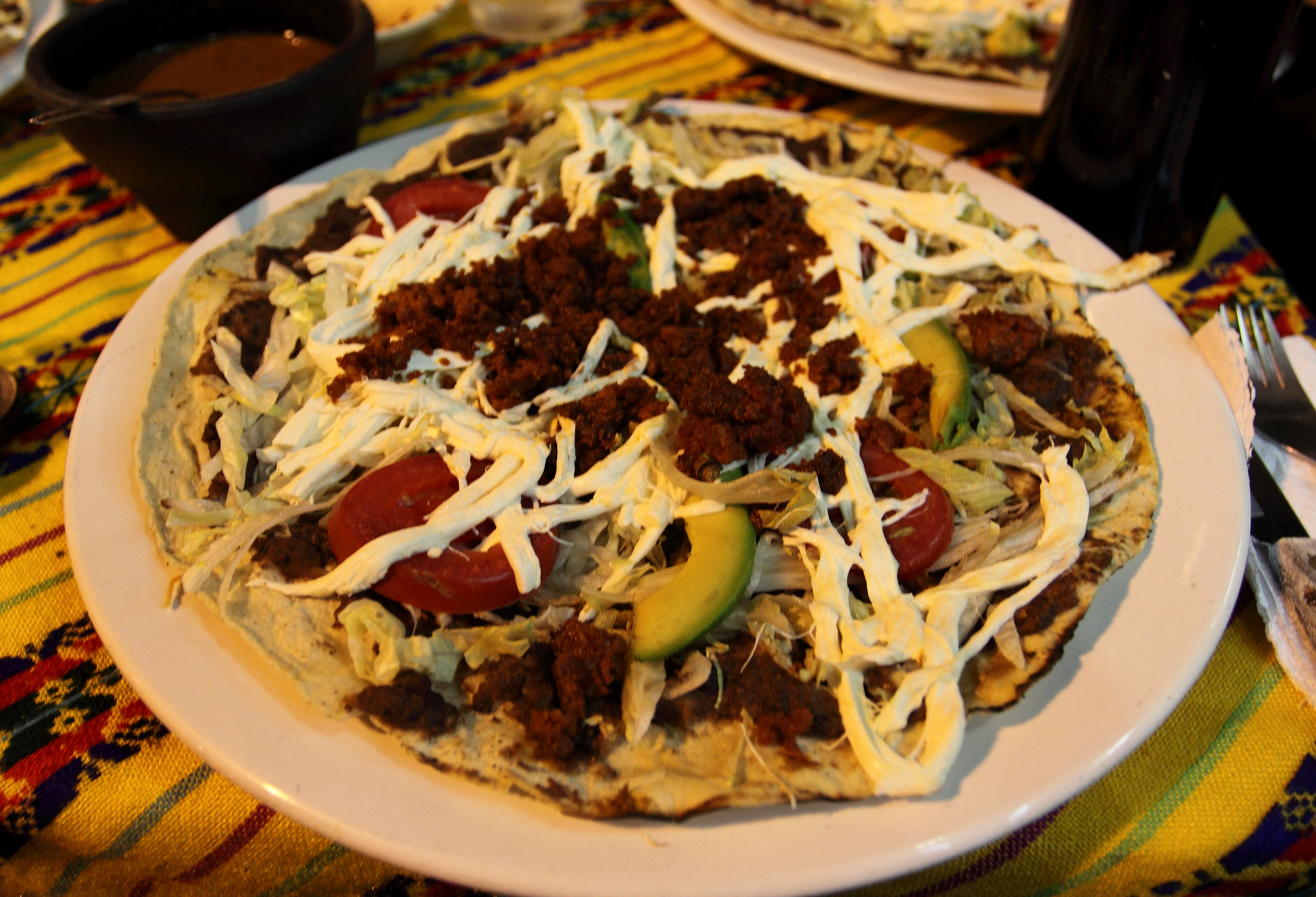
Een Oaxacaanse Tlayuda

Tostada is een geroosterde of gefrituurde Mexicaanse tortilla. De tostada kan zo worden gegeten, maar vormt meestal de basis van een gerecht, waarbij ingrediënten op de tostada worden toegevoegd. De oorsprong van de tostada is het gebruik van de tortilla, vergelijkbaar in Nederland met de tosti om oud brood weer eetbaar te maken.
Net zoals de rest van de rijke Mexicaanse Keuken, is er een uitgebreide variëteit van tostada's. Voorbeelden zijn de Tostada de Ceviche, de Pata (varkenspoot) en vrijwel alle andere variëteiten (in het Spaans "guisados") die ook op taco's te verkrijgen zijn.
De Mexicaanse keuken is een combinatie van de Mexicaanse gerechten in het Amerikaanse deel wat vroeger tot Mexico behoorde (onder andere Texas, Californië en New Mexico) genaamd Tex-Mex-keuken en de gerechten uit het hedendaagse Mexico (combinatie van de Spaanse keuken met de gerechten van plaatselijke Indiaanse stammen zoals Maya's en Azteken). De Mexicaanse Keuken behoort daarom tot de smakelijkste en gevarieerdste keukens ter wereld en is onderdeel van de Wereld Erfgoed Lijst. Tostada's behoren tot de Tex-Mex-keuken, net zoals burrito's, nacho's en chili con carne.
In de staat Oaxaca maakt men de grootste Tostada (ter grootte van een Pizza), genaamd Tlayuda.